# Vita Overallerna

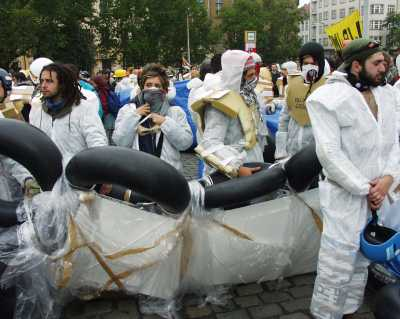
Medlemmar ur Vita overallerna.

Vita overallerna, italienska: Tute Bianche, är en aktionsform som användes av bland annat den italienska antikapitalistiska organisationen Ya Basta! och Globalisering underifrån mellan åren 1994 och 2001. Den var en del av den italienska automona vänstern och aktionsformen gick ut på att med hemmagjorda skydd av till exempel hockeyskydd, skumgummi, liggunderlag och annat som kan fungera som dämpande mot polisens batongslag, tränga sig igenom polisavspärrningar. Ovanpå skydden bar gruppen vita overaller inspirerade av Michelingubben och för att synas. Michelingubben, Bibendum, är däckföretaget Michelins maskot, en figur helt iklädd vita bilringar.
De vita overallerna agerade ofta i samband med stora internationella politiska toppmöten. En grupp medlemmar tryckte och gungade sig igenom polisleden och skydden skulle göra att de kunde ta emot slag tills polisen inte kunde stå emot och hålla kvar aktivisterna.
Aktionsformen utvecklades av italienska Ya Basta!, som var en antikapitalistisk italiensk organisation,  som var starkt inspirerad av och samarbetade med, Zapatisterna i Mexiko.